# Tucurrique
Tucurrique es un distrito del cantón de Jiménez, en la provincia de Cartago, de Costa Rica.
Es uno de los siete Concejos Municipales de Distrito existentes en Costa Rica.

## Historia
Tucurrique es una de las poblaciones más antiguas de Costa Rica. En la época de la Conquista habitaban allí la nación pococes, que se extinguieron, quizá debido a las enfermedades traídas por los españoles.
El rey de los huetares de Oriente, Fernando Correque, que originalmente tenía otras residencias, estableció su corte en Tucurrique a fines del decenio de 1560 o principios del de 1570. 
Según un documento de 1593:

"se fue don Fernando Correque señor natural de esta tierra al dicho sitio de Cuquerrique y estaba ya fecho montaña por haberse muerto los indios que allí habitaban y lo hizo rozar y hizo sus cssas... y otros muchos indios de los demás pueblo fueron con él hazerle las casas y simenteras... ". 

De este modo Tucurrique, también llamado Cuquerrique, se convirtió en un centro indígena de primera importancia, ya que "donde quiera que el dicho don Fernando estaba poblado tenían por cabecera por ser señor de todos ellos y allí acudían todos a su llamado y a servirle y le llevaban tributos e presentes..."

El historiador Ricardo Fernández Guardia lo identifica con el pueblo llamado Ibuxibux; sin embargo, hay documentos que indican que eran pueblos distintos, y que a Tucurrique se le conocía también con los nombres de Taquetaque y Uriuri, que en lengua huetar querían decir respectivamente señores e hijos de señores.
Sin facultades legales para ello, el gobernador Alonso Anguciana de Gamboa otorgó a Pedro de Ribero la encomienda de Corroce, en la que se pretendía incluir a Tucurrique, pero el gobernador Diego de Artieda Chirino y Uclés, adjudicó la encomienda de Tucurrique al propio rey Fernando Correque. 
Ribero planteó una demanda judicial, y en 1590 el gobernador interino Juan Velázquez Ramiro de Logrosán falló en su favor y dispuso despojar de la encomienda a Alonso Correque, sucesor de Fernando Correque.
En 1591 la Real Audiencia de Guatemala erigió el Corregimiento de Tucurrique, que no estaba sujeto a la autoridad del gobernador de Costa Rica y que después fue incorporado al Corregimiento de Francisco de Ocampo Golfín. Más tarde formó parte del corregimiento de Turrialba y alcaldía mayor de Suerre.
En el Decreto Ejecutivo 12 de 19 de abril de 1911, Tucurrique es segregado de Turrialba y pasa a formar parte del cantón de Jiménez. Segregado de cantón Paraíso.

## Ubicación
Se ubica a unos 6 km al sureste de la cabecera cantonal Juan Viñas, a orillas del río Reventazón.

## Geografía
Tucurrique cuenta con un área de 33,5 km² y una altitud media de 777 m s. n. m.

## Demografía
Para el año 2022, Tucurrique cuenta con una población estimada de 5595 habitantes, y para el último censo efectuado, en 2011, Tucurrique contaba con una población de 4872 habitantes.

## Localidades
- Poblados: Alto Campos, Bajo Congo, Congo, Duan, Esperanza, Hamaca (parte), Sabanilla, San Antonio del Monte, Volconda, Vueltas.

## Economía
La actividad económica es básicamente agropecuaria, con la ganadería y la siembra de caña de azúcar y pejibaye.

## Transporte

### Carreteras
Al distrito lo atraviesan las siguientes rutas nacionales de carretera:
- Ruta nacional 225